# James Mayer de Rothschild

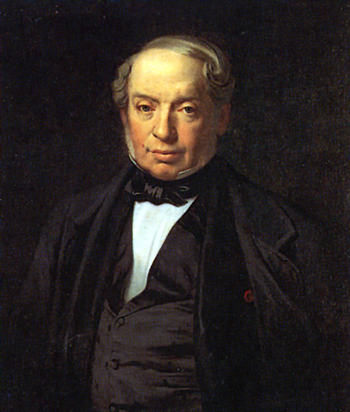
James Mayer de Rothschild
(ca.1850), Jean-Hippolyte Flandrin

James Mayer de Rothschild (geboren als Jakob Mayer Rothschild, Frankfurt, 15 mei 1792 - Parijs, 15 november 1868) was de vijfde en jongste zoon van Mayer Amschel Rothschild (1744–1812), de stamvader van het bankiersgeslacht Rothschild. 
Hij vestigde de Franse tak van het bankiershuis.
Zijn kleindochter Hélène de Rothschild trouwde met Étienne van Zuylen van Nyevelt van de Haar. Het echtpaar liet kasteel de Haar ingrijpend restaureren.